# Downingia pusilla
Downingia pusilla là loài thực vật có hoa trong họ Hoa chuông. Loài này được (G.Don ex A.DC.) Torr. mô tả khoa học đầu tiên năm 1857.